# 沙河街道 (鞍山市)
沙河街道，是中华人民共和国辽宁省鞍山市立山区下辖的一个乡镇级行政单位。

## 行政区划
沙河街道下辖以下地区：
东沙社区、热电社区、东环社区、家园社区、建工社区、沿河社区、创业社区、迎宾社区、公园社区和工业社区。